# Allostichaster polyplax
Allostichaster polyplax är en sjöstjärneart som först beskrevs av Müller och Franz Hermann Troschel 1844.  Allostichaster polyplax ingår i släktet Allostichaster och familjen trollsjöstjärnor. Inga underarter finns listade i Catalogue of Life.